# Robert de Sablé
Robert de Sablé (zm. 8 września 1193) – jedenasty wielki mistrz zakonu templariuszy w latach 1191–1193.
Urodził się w 1150. Pochodził z możnego rodu w Andegawenii. Należały do niego posiadłości La Suze-sur-Sarthe i Briollay.
Był dwukrotnie żonaty, miał syna i dwie córki. Po śmierci drugiej żony zaangażował się w organizację wyprawy krzyżowej na terenie Andegawenii i Normandii. Blisko związał się z Ryszardem Lwie Serce. Dowódca floty angielskich krzyżowców podczas III krucjaty.
Śluby zakonne złożył po przybyciu do Akki. Został wielkim mistrzem dzięki wstawiennictwu Ryszarda Lwie Serce. Podczas krucjaty przekonał Ryszarda do odzyskania portów na wybrzeżu w celu budowy solidnego zaplecza przed odzyskaniem Jerozolimy. Uczestniczył w zwycięskiej dla krzyżowców bitwie pod Arsuf. Ustanowił macierzysty dom zakonu w Akce. Odsprzedał, uzyskany wcześniej od króla Ryszarda, Cypr Gwidonowi de Lusignan, nie wykorzystując okazji utworzenia na wyspie solidnej bazy dla zakonu. Jego rządy upłynęły na nieustannych zmaganiach z armiami Saladyna, choć z drugiej strony podtrzymywał dobre osobiste kontakty z tym muzułmańskim władcą.

## Kultura
Robert de Sablé występuje m.in. w grze Assassin’s Creed.